# Mikojan-Goerevitsj MiG-27

Tekening MiG 27

De Mikojan-Goerevitsj MiG-27 (Russisch: Микоян и Гуревич МиГ-27) (NAVO-codenaam: Flogger-D/J) is een grondaanvalsvliegtuig ontworpen door het ontwerpbureau Mikojan uit de Sovjet-Unie. Het toestel is gebaseerd op de MiG-23 die werd geoptimaliseerd voor grondaanvallen.

## Geschiedenis
De MiG-27 was een doorontwikkeling van de MiG-23 en was ook voorzien van zwenkvleugels. Die MiG-23 werd gezien als een tussenoplossing in afwachting van de MiG-27. Het prototype van die laatste heette nog MiG-23BM en vloog voor het eerst in 1972. Daarna werd het toestel gedesigneerd als MiG-27 en gebouwd tot 1977.
Na de eerste geproduceerde serie volgde al snel de MiG-27K die tot 1982 werd gebouwd. Van 1978 tot 1983 werd een eenvoudiger en goedkoper toestel, de MiG-27M, gebouwd. De eerdere toestellen, ongeveer vijfhonderd, werden vanaf 1982 verbeterd tot de MiG-27D-standaard. De productie van de MiG-27 werd in 1986 beëindigd. Intussen is het toestel reeds uit gefaseerd.
Bij de Russische Luchtmacht en enkele andere landen wordt het nog wel in reserve gehouden. De MiG-27 werd in 1986 in India onder licentie gebouwd. In de Volksrepubliek China zou een bedrijf geprobeerd hebben een gelijkend duplicaat te ontwikkelen - Q-6 genaamd - maar zonder succes.

## Varianten
- MiG-27: Doorontwikkeling van de MiG-23.
- MiG-27D: Kernbommenwerper-variant (560 stuks).
- MiG-27M: Verbeterde versie (150 stuks)
- MiG-27L: Exportvariant voor licentiebouw in India (200 stuks).
- MiG-27H: Door India verbeterde 27L (156 27L geconverteerd).
- MiG-27K: Verder verbeterde versie (200 stuks).

## Voormalige gebruikers
- Afghanistan
- Bulgarije
- Cuba
- India
- Rusland
- ( Sovjet-Unie)
- Sri Lanka
- Syrië